# Kaplica San Pawl Milqi w Burmarrad (Saint Paul’s Bay)
Kaplica San Pawl Milqi (malt. Il-kappella ta’ San Pawl Milqi, ang. Chapel of St. Paul (Milqi)) – rzymskokatolicka kaplica znajdująca się na zboczu wzgórza Ġebel Għawżara (Wardija Hill), przy Triq San Pawl Milqi w Burmarrad w granicach Saint Paul’s Bay na Malcie. Znajduje się na terenie parafii Niepokalanego Serca Maryi w Burmarrad.

Kaplica jest częścią stanowiska archeologicznego San Pawl Milqi.  

## Historia
Uważa się, że przed istniejącym obecnie XVII-wiecznym budynkiem kaplicy, w tym samym miejscu istniała wcześniej przynajmniej jedna kaplica, której fundamenty częściowo opierały się na jeszcze starszych pozostałościach murów rzymskiej willi.

W XVII wieku słowo Milqi było wymienne z Bindichi lub Bincichi, które jest pierwszą znaną nazwą kościoła. Ecclesia Sancti Pauli do Bincichi jest odnotowany na tym miejscu w 1448. Jego pozostałości zostały wykopane przez włoską misję archeologiczną w 1964. Kościół ten jest opisany w sprawozdaniach z wizytacji kościelnych z lat 1615 i 1616, ale żadne z nich nie zawiera jakichkolwiek odniesień do wyjątkowego kultu św. Pawła ani do skojarzeń ze specjalną tradycją paulińską w tym miejscu. Chociaż tradycja łączenia miejsca, w którym dziś znajduje się kaplica, z miejscem, w którym św. Paweł uzdrowił ojca św. Publiusza jest bardzo stara, pierwsze pisemne wzmianki o tym powiązaniu znajdują się w zapisach z wizyty biskupa Miguela de Moliny, który 28 maja 1879 odwiedził ten kościół.
Kaplica została prawdopodobnie odbudowana w obecnej, barokowej formie jakiś czas po 1647. Z biegiem czasu wprowadzano tam różne zmiany, w 1938 dobudowano z prawej strony zakrystię z loggią. W latach 1936–1938 zrobiono brukowany plac przed frontem kaplicy, usunięty w latach 1960. podczas prac archeologicznych. Od tego czasu drzwi wejściowe do budynku znajdują się około 3 metry ponad aktualnym poziomem terenu. Kaplica była używana do celów religijnych do lat 60. ubiegłego wieku.
Ze względu na prace archeologiczne kaplica oraz teren, na którym się znajduje został zamknięty dla publiczności. Dziś całym obiektem opiekuje się Heritage Malta. W marcu w święto św. Pawła Rozbitka odprawiana jest w kaplicy msza św., organizowane są też raz lub dwa razy w roku dni otwarte. 

## Architektura

### Wygląd zewnętrzny

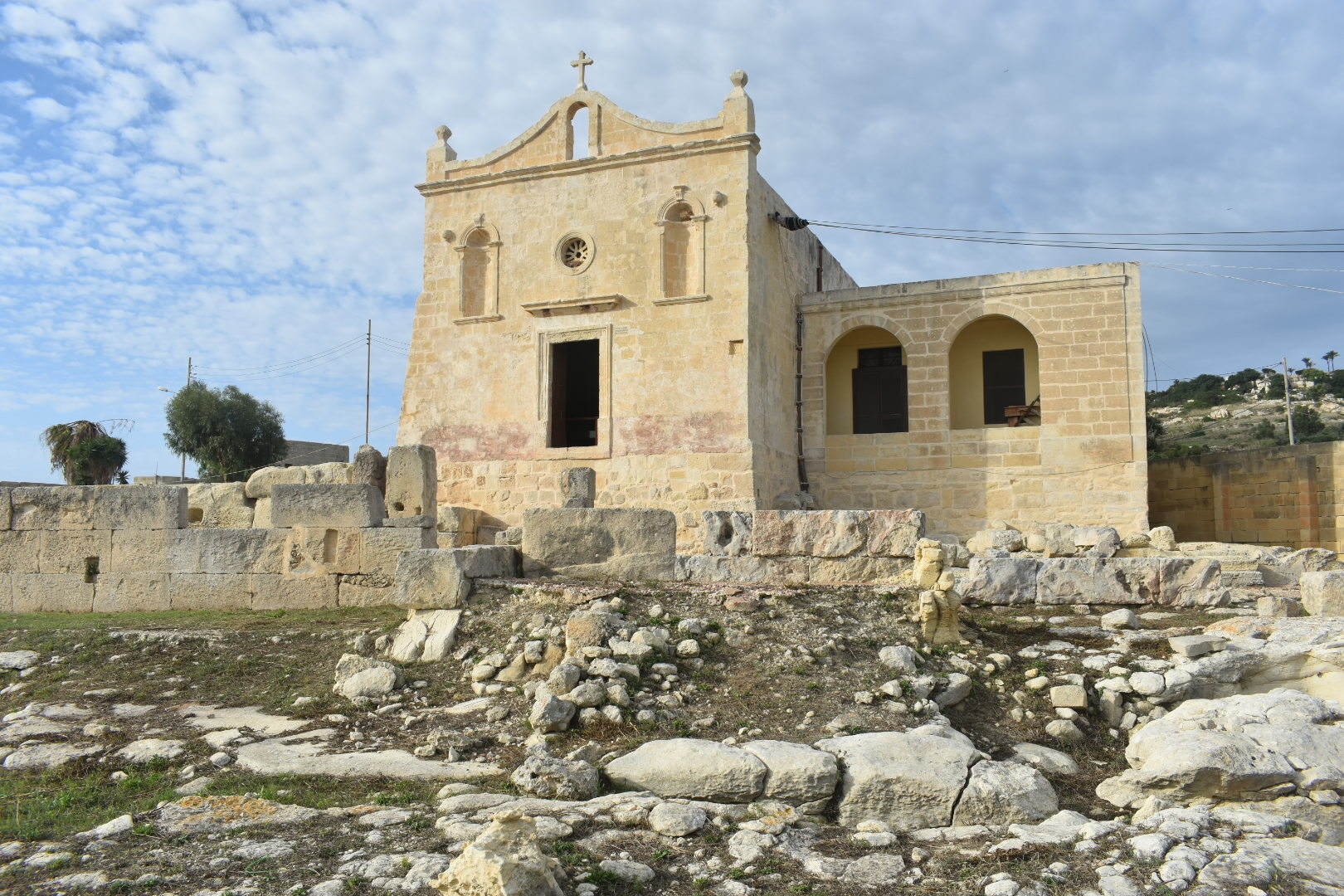
Fasada kaplicy; po prawej zakrystia

Fasada kaplicy jest symetryczna. Drzwi frontowe otoczone są modelowaną kamienną ramą, ponad nimi prosty gzyms. Powyżej okrągłe wole oko ze skomplikowanie skonstruowaną kratą wewnętrzną. Dwie symetryczne nisze umieszczone są po bokach okna. Na szczycie fasady znajduje się dzwonnica typu bell-cot zwieńczona krzyżem. Od niej w obie strony do narożnych elementów ozdobnych odchodzą proste spływy wolutowe. Przy południowej i zachodniej ścianie kaplicę wspierają skarpy.

### Wnętrze

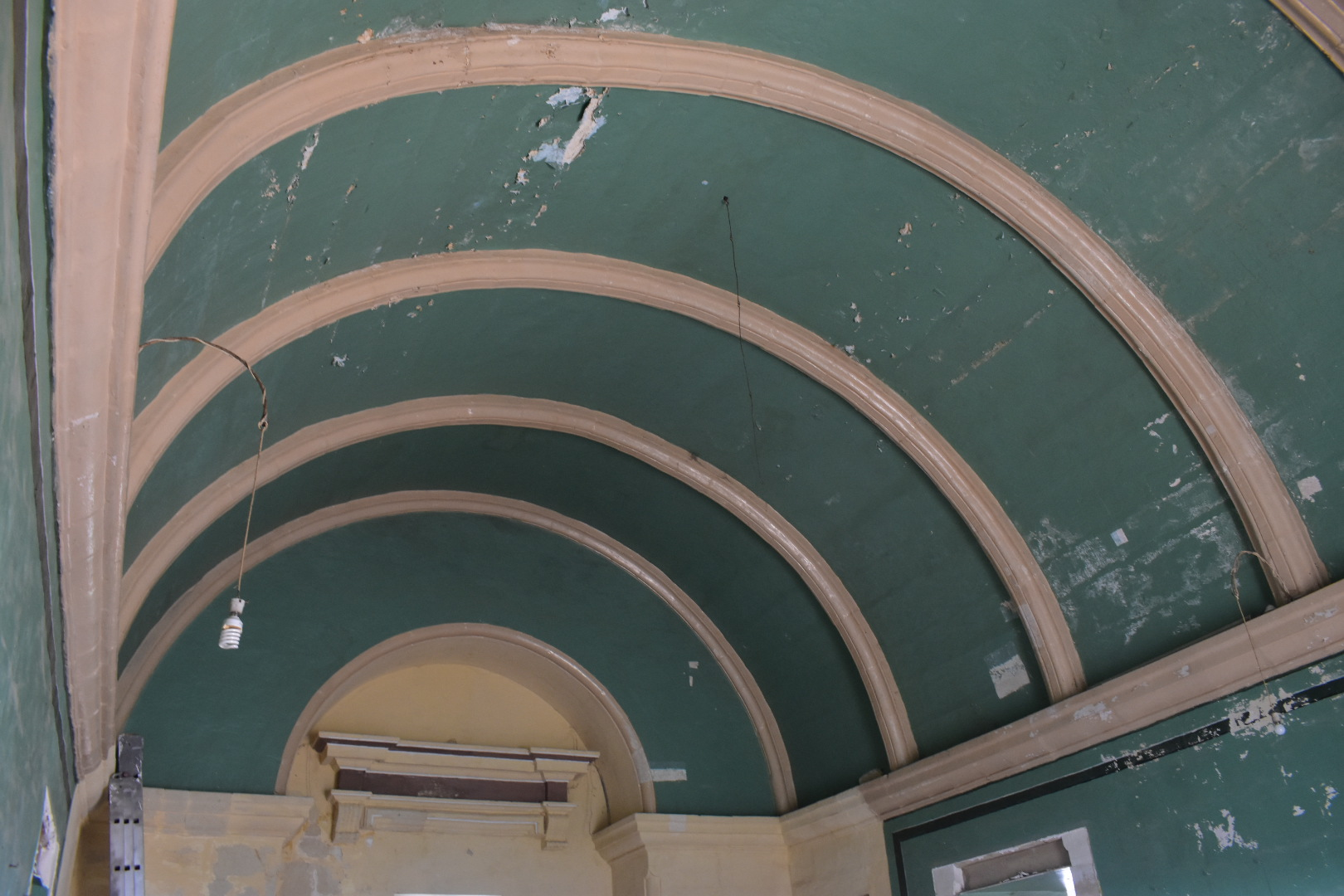
Sklepienie kaplicy

Wewnętrzna przestrzeń kaplicy o wymiarach 8 × 3,5 m jest prosta. Przykrywa ją sklepienie kolebkowe podzielone łukami na pięć pól. Oryginalna podłoga kaplicy została usunięta w latach 60. XX wieku podczas rozległych prac archeologicznych. Dziś zastąpiona jest przez drewnianą, położoną na metalowych belkach; znajduje się w niej kryte wejście do niższej części, w której odkopano pozostałości rzymskiej willi.

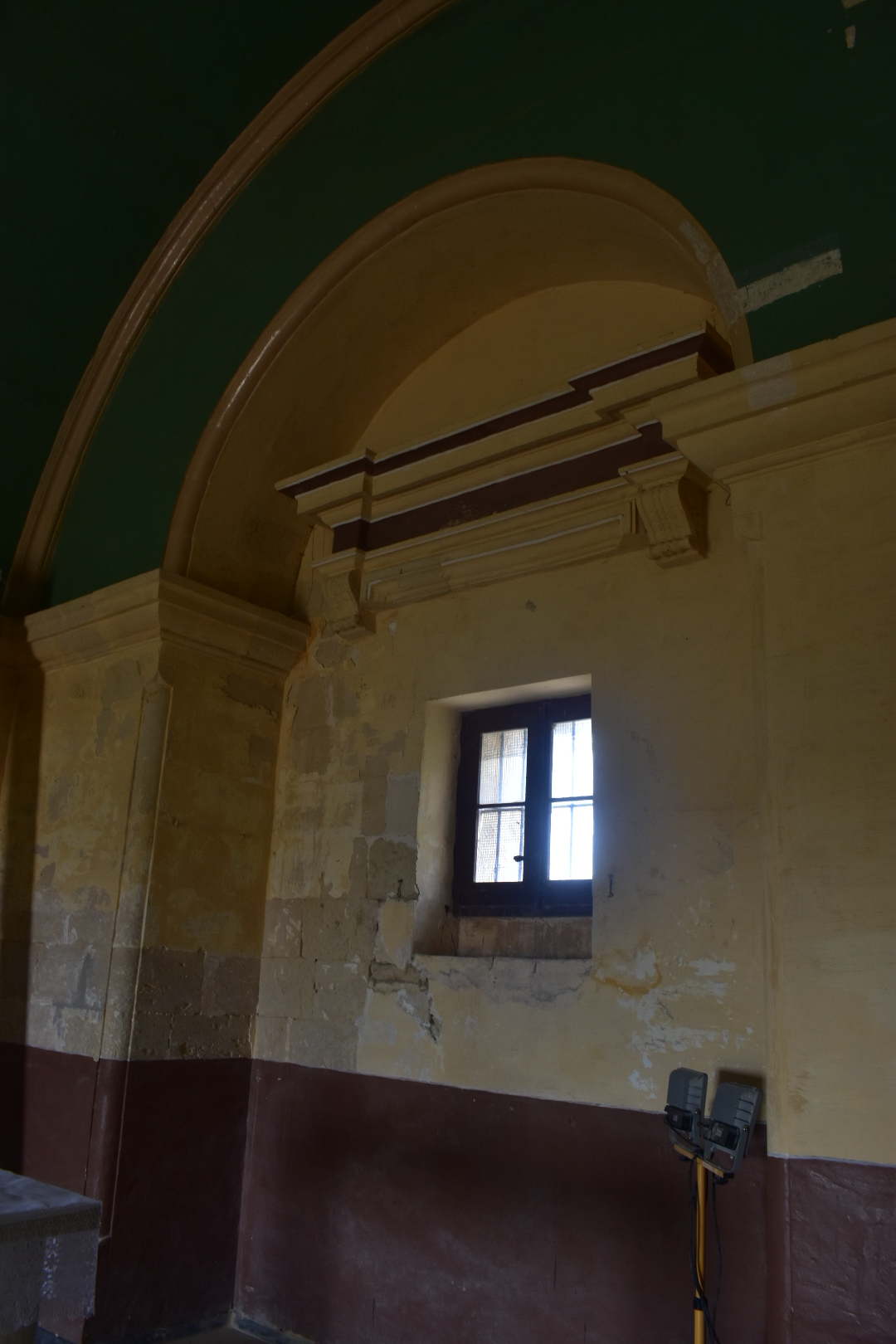
Niewielka apsyda, gdzie kiedyś znajdował się ołtarz

W kaplicy do rozpoczęcia prac archeologicznych znajdował się kamienny ołtarz, który został również wówczas usunięty; dziś znajduje się w Heritage Malta w Bighi. Nad ołtarzem wisiał obraz przedstawiający tzw. „cud żmii” oraz trzy inne epizody z życia św. Pawła: nawrócenie, spotkanie z Publiuszem oraz męczeństwo. Obraz oraz inne sprzęty religijne z kaplicy znajdują się dziś w katedrze w Mdinie. Na miejscu obrazu wybito w ścianie okno, aby doświetlić wnętrze.

## Ochrona dziedzictwa kulturowego
Kaplica jest częścią obiektu historycznego San Pawl Milqi wpisanego 16 grudnia 2011 na listę National Inventory of the Cultural Property of the Maltese Islands pod numerem 00014.